# Пнеуматологија
Пнеуматологија (грч. Πνευματολογία) је теолошка дисциплина која се бави проучавањем Светог духа. Појам је настао од грчких речи πνεῦμα (дух) и λόγος (наука). Једна је од три основне дисциплине у оквиру хришћанске тријадологије, која се бави проучавањем Свете Тројице, односно Оца (патерологија), Сина (христологија) и Светог духа (пнеуматологија).

## Историја
Пнеуматологија се заснива на сведочењима Новог завета о Светом духу. Прва пнеуматолошка тумачења појавила су се већ у доба раног хришћанства. Током времена, међу хришћанским теолозима су се појавила различита мишљења о појединим питањима која се односе на Светог духа, што је довело до настанка пнеуматолошких расправа и спорова. Историју хришћанске пнеуматологије обележила су два велика спора: духоборство (пнеуматомахија) и филиоквизам.
Током првог спора, који је вођен у 4. веку, духоборци су покушали да оспоре божанску суштину Светог духа, али њихово учење је 381. године поражено и осуђено као јерес на Другом васељенском сабору, који је одржан у Цариграду.
Други спор је настао након појаве учења о двоструком исхођењу Светог духа, од Оца и Сина, што је било у супротности са сведочењем Новог завета (Јн. 15:26) о исхођењу Светог духа од Оца. Поборници учења о двоструком исхођењу су извршили уметање израза Филиокве (лат. Filioque) у Никејско-цариградски симбол вере, по чему је њихово учење названо филиоквистичко или двоисходно. Учење о двоструком исхођењу Светог духа је осуђено као јерес на Цариградском сабору који је одржан 867. године.
Упоредо са поделама међу хришћанским заједницама настале су и различите пнеуматолошке школе (православна, католичка, лутеранска, калвинистичка, англиканска и друге).